# Entomogramma postistrigaria
Entomogramma postistrigaria là một loài bướm đêm trong họ Erebidae.